# Anders Ström
Anders Ström, född 21 augusti 1901 i Mora, Dalarna, död där 20 september 1986, var en svensk längdskidåkare tävlande för IFK Mora. Han vann Vasaloppet 1931 som förste Moralöpare någonsin. Segertiden var 6:37:47. Anders Ström deltog också i olympiska vinterspelen 1928 och placerade sig på sjunde plats på loppet över 50 kilometer.
Två år före sin seger i Vasaloppet slutade Ström på en fjärdeplats i samma lopp.